# Pašovice
Obec Pašovice (katastrální území Pašovice na Moravě) se nachází v okrese Uherské Hradiště ve Zlínském kraji. Žije zde 704 obyvatel.

## Historie
První písemná zmínka o obci pochází z roku 1365.

## Osobnosti
- František Horenský (1866–1933), spisovatel a publicista
- František Peňáz (1912–1996), malíř a grafik
- Františka Pecháčková (1904–1991) spisovatelka

## Pamětihodnosti
- Výklenková kaplička, za hřbitovem
- Filiální kaple sv. Jana Sarkandera z r. 1995

## Fotogalerie

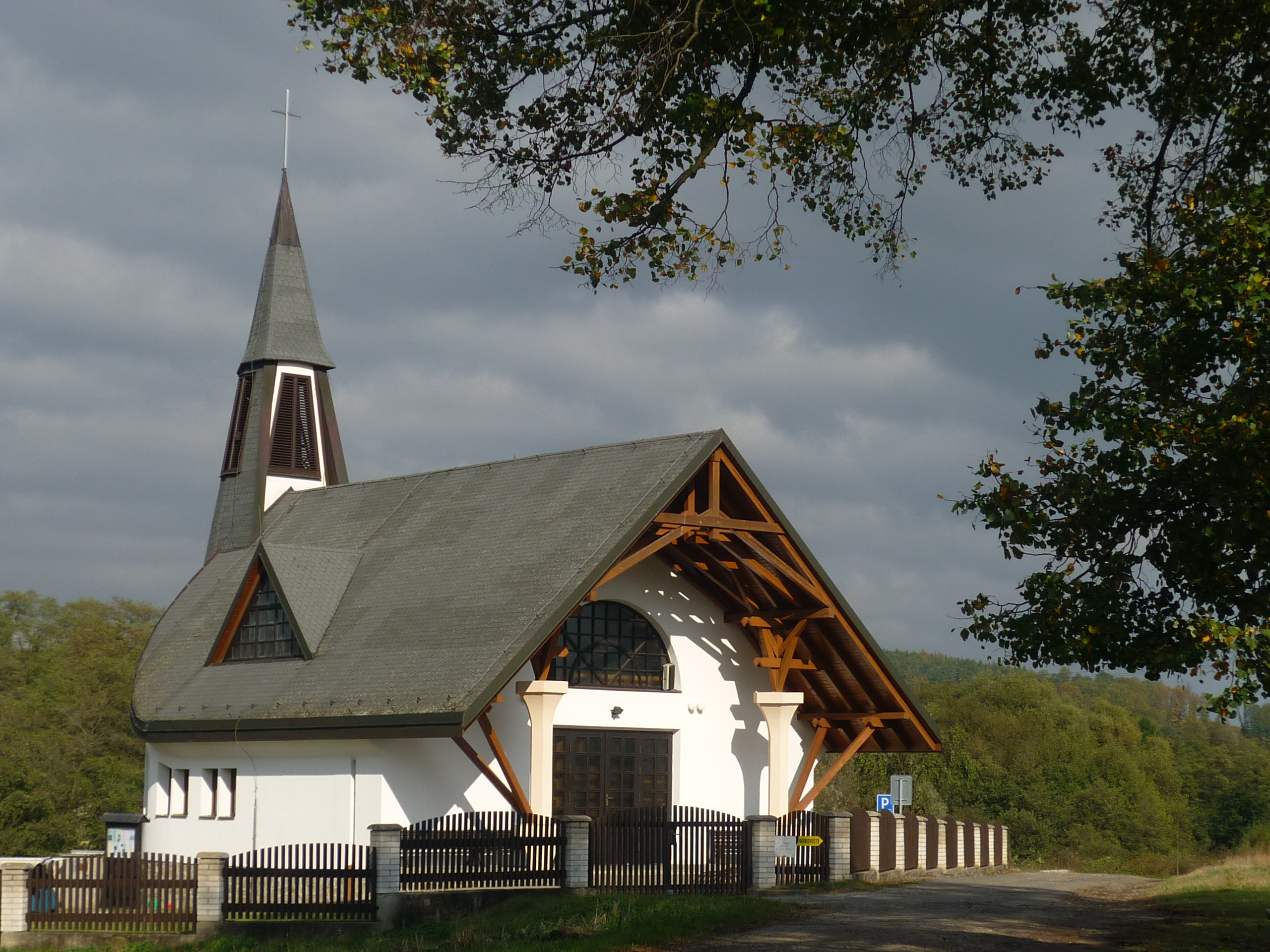
Filiální kaple Jana Sarkandera
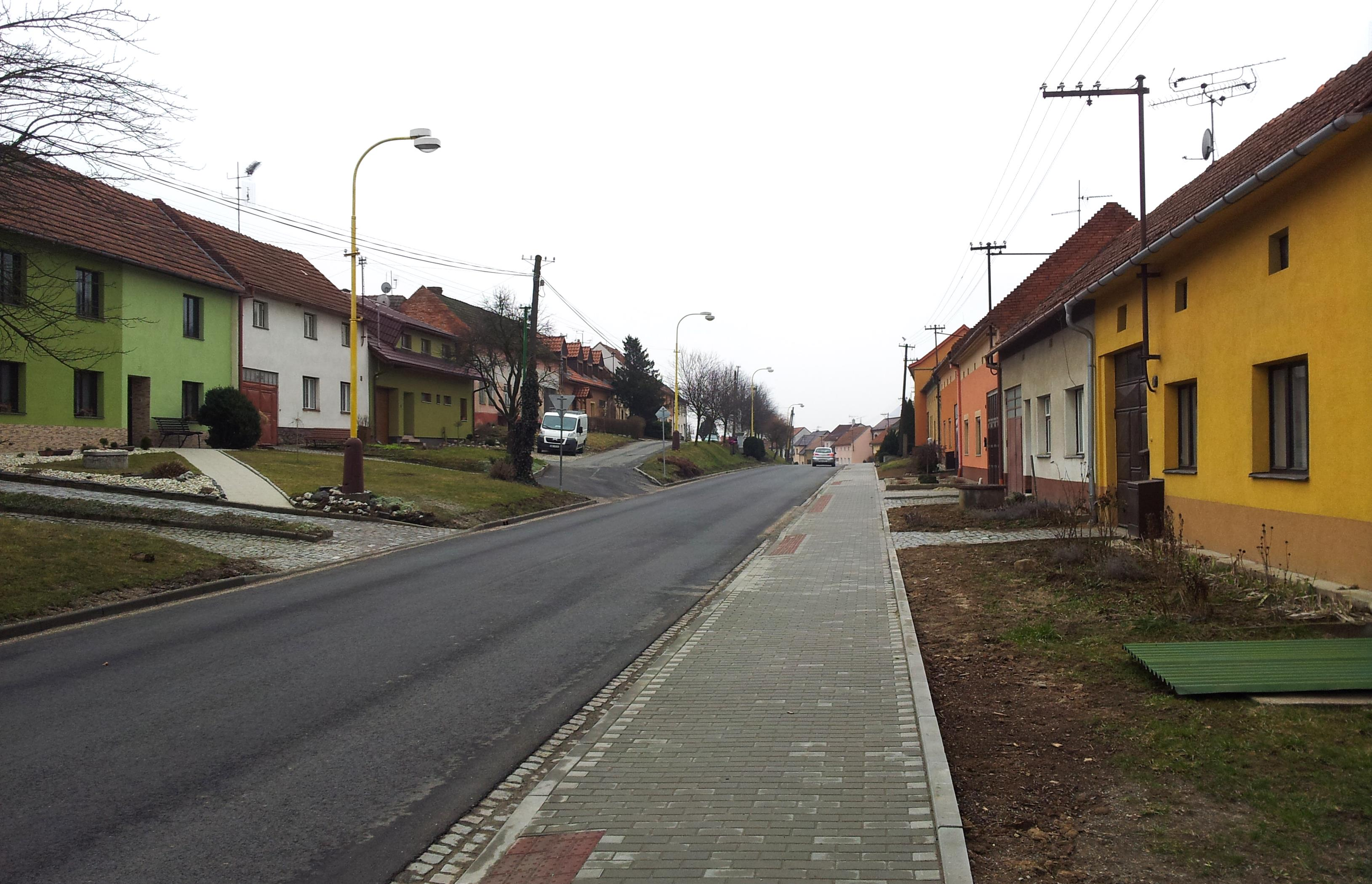
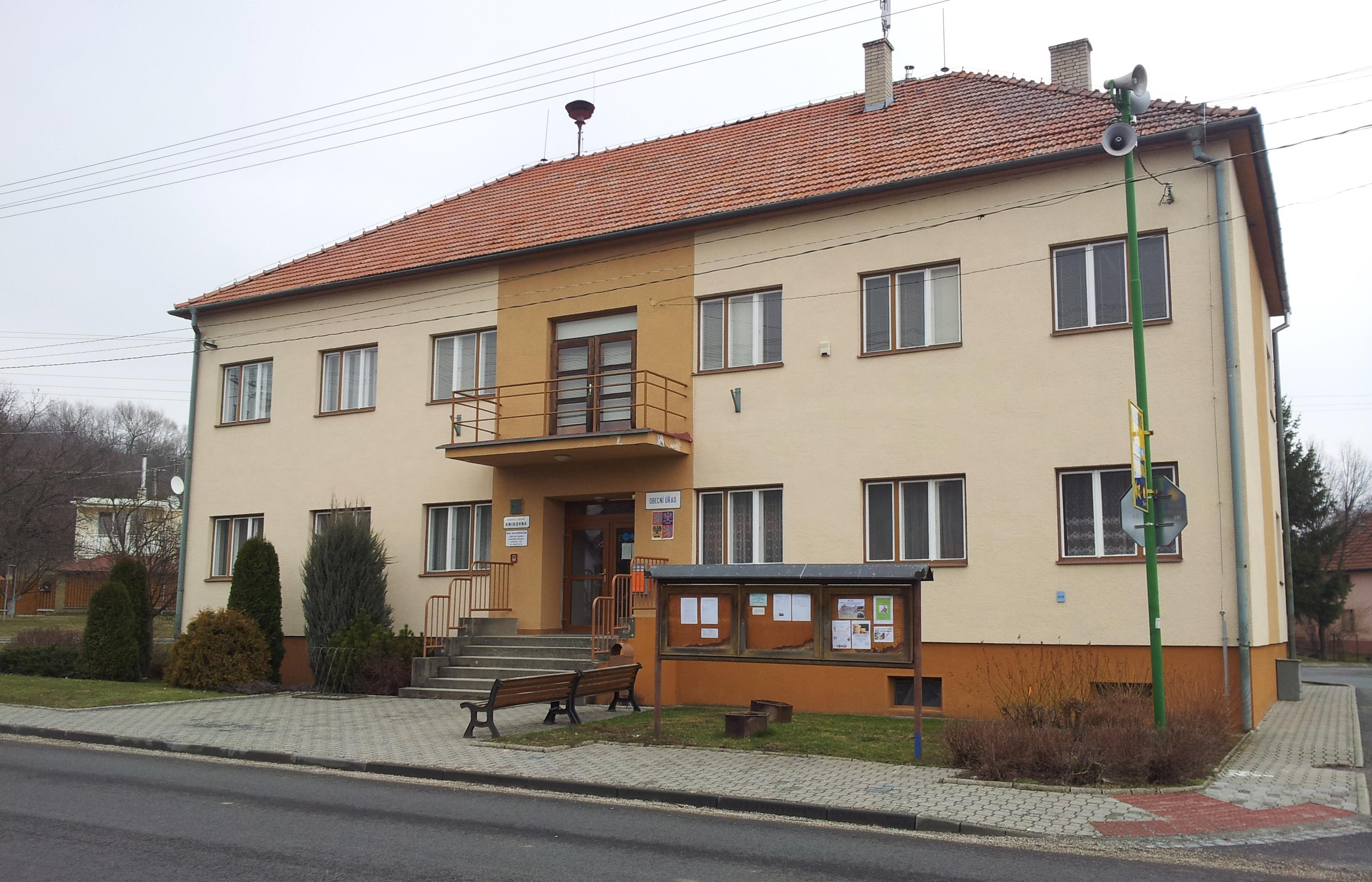
Obecní úřad